# Ghazangyol Lerr
Ghazangyol Lerr (azerbajdzjanska: Qazangöldağ, ryska: Gora Gazangëldag, Gora Gazangel’dag) är ett berg i Azerbajdzjan. Det ligger i den sydvästra delen av landet, 400 km väster om huvudstaden Baku. Toppen på Ghazangyol Lerr är 3 829 meter över havet, eller 361 meter över den omgivande terrängen. Bredden vid basen är 4,2 km.
Terrängen runt Ghazangyol Lerr är huvudsakligen bergig, men den allra närmaste omgivningen är kuperad. Runt Ghazangyol Lerr är det ganska glesbefolkat, med 42 invånare per kvadratkilometer.. Närmaste större samhälle är Tivi, 11,1 km sydväst om Ghazangyol Lerr. 
Trakten runt Ghazangyol Lerr består i huvudsak av gräsmarker.